# BMW R 65
Die BMW R 65 ist ein unverkleidetes Motorrad (Naked Bike) des Fahrzeugherstellers BMW. Gebaut wurde die Maschine von 1978 bis 1993.
Das Modell ab 1985 hatte ein Leergewicht von 205 kg (vollgetankt) und ein zulässiges, tourentaugliches Gesamtgewicht von 440 kg. Die kurzhubige (Bohrung × Hub: 82 × 61,5 mm) Maschine erreichte  mit 20 kW eine Spitzengeschwindigkeit von 147 km/h, die 50-PS-Version ist mit 175 km/h Spitzengeschwindigkeit angegeben.
Zum Beginn der Bauzeit kostete die R 65 7.290 DM, im Jahr 1990 betrug der Grundpreis 9.850 DM, ein Jahr später 10.200 DM.

## Geschichte
Ende der 1970er Jahre wurde eine Erweiterung des Lieferprogramms nach unten beschlossen. Man beschloss eine Neukonstruktion, um das Manko in der Klasse der Motorräder mit Hubräumen von weniger als 800 cm³ auszugleichen. Diese sollte allerdings nicht zu sehr von der Konstruktion der bewährten BMW R 75/5 abweichen.
Heraus kamen 1978 zwei Motorräder, die konstruktiv eng an die Vorgänger im BMW-Programm angelehnt waren, jedoch in vielen Punkten in die Zukunft wiesen. Die Motorräder des Typs 248 unterschieden sich untereinander nur durch wenige technische Details, die unterschiedlichen Hubräume wurden durch verschieden große Zylinderbohrungen realisiert:
Da war zunächst die BMW R 45, die in zwei Motorvarianten mit 20 kW (27 PS) und 26 kW (35 PS) angeboten wurde. Die schwächere Variante passte in die damals günstigere 27 PS-Versicherungsklasse und wurde oft von Fahrschulen eingesetzt.
Die R 65 sollte die Lücke schließen, die die R 60/7 hinterließ. Die Frage, warum ihr mit 33 kW (45 PS) fünf PS zur Ausschöpfung der damaligen 50 PS-Versicherungsklasse fehlten, beantwortete der damalige Chef-Entwickler Hans-Günther von der Marwitz mit den Worten „es reicht“.

## Technik und Modellpflege
Die R 65 wird von einem Boxermotor mit 649,6 cm³ Hubraum angetrieben, der eine Nennleistung von 33 oder 37 kW (45 oder 50 PS) erzeugt. Der Zweizylindermotor hat  eine untenliegende Nockenwelle, die von der Kurbelwelle über eine Einfach-Rollenkette angetrieben wird. Die Nockenwelle betätigt über Stößel, Stoßstangen und Kipphebel im Zylinderkopf die Ventile – je zwei pro Zylinder.
Sie besitzt einen Stahlrohr-Doppelschleifenrahmen. Bis 1985 betrug das zulässige Gesamtgewicht 398 kg.
Ende der 70er Jahre wurde bei BMW für die neue Generation der Boxer-Motorräder zum ersten Mal Alugussräder eingesetzt. Für die 18-Zoll-Räder  wurden vorn 0,75 kg, hinten 1,35 kg Gewichtseinsparung genannt.

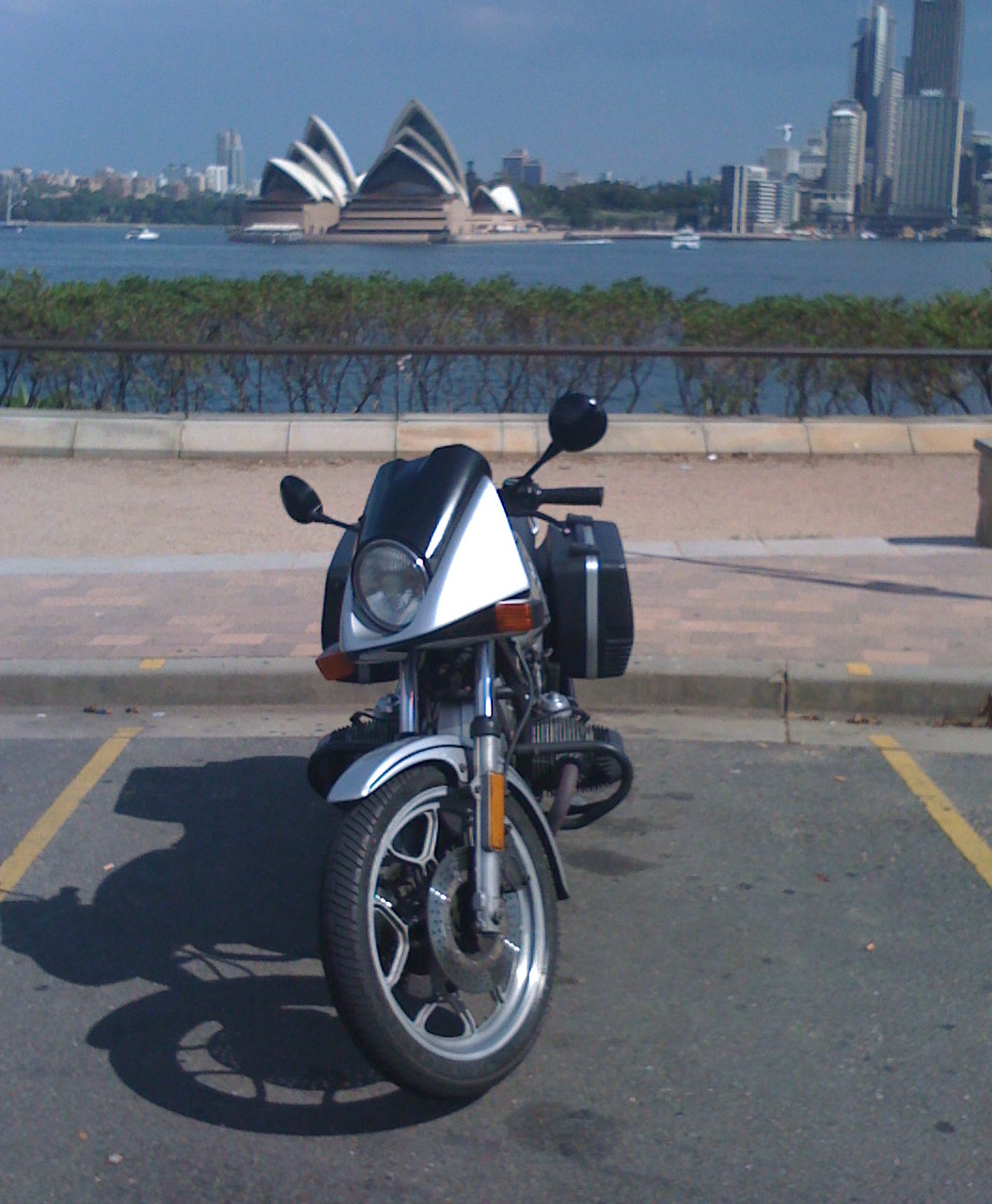
R 65 LS

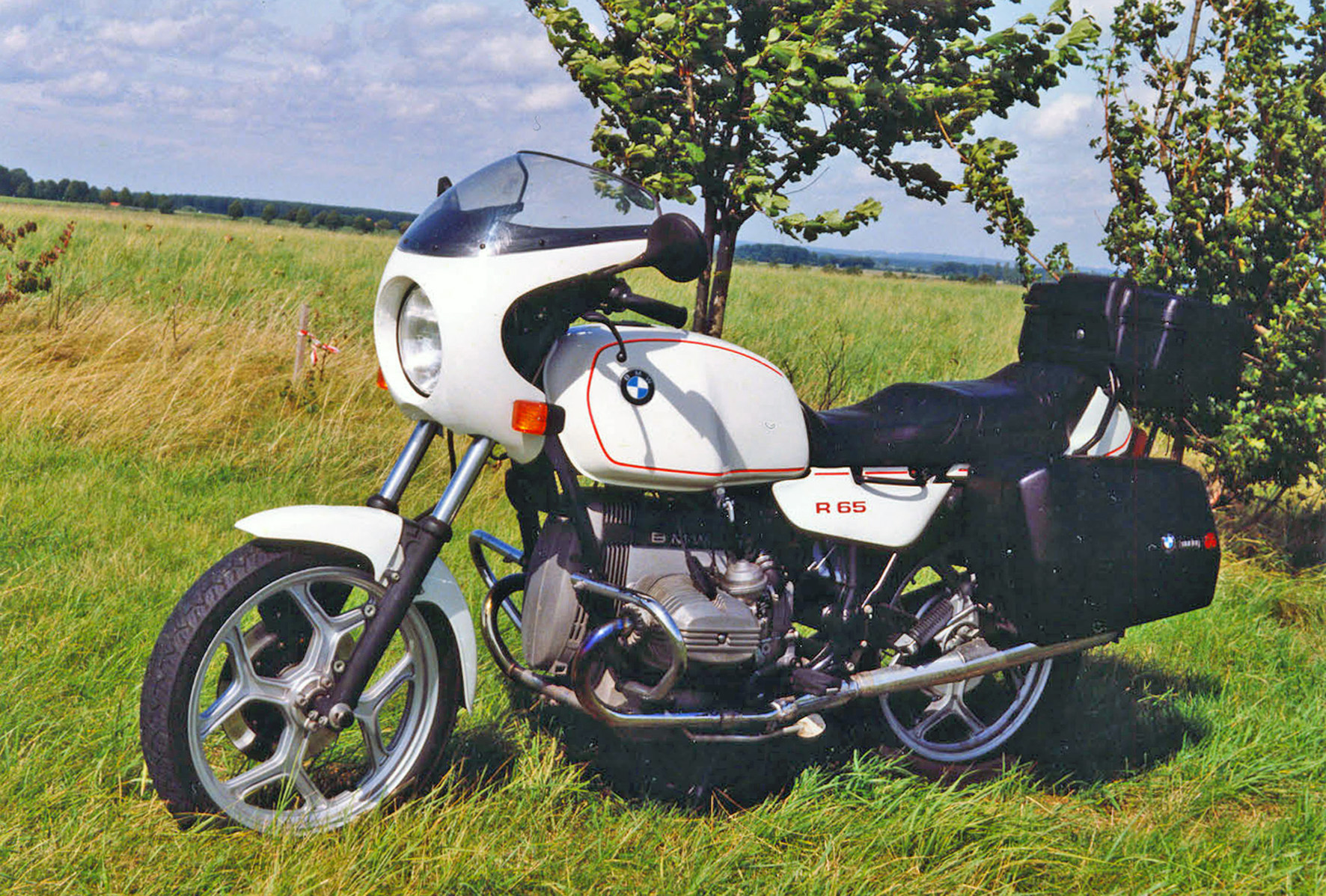
BMW R65 (Verkleidung, Koffer und Topcase sind nicht serienmäßig)

Zum Modelljahr 1981 wurde der Typ 248 einer Modellpflege unterzogen und technisch überarbeitet. Dazu gehörte ein verstärktes Motorgehäuse mit verbesserter Kurbelwellenschmierung, Nikasil-beschichtete Zylinder, ein geändertes Getriebe mit erleichterter Kupplung, Transistorzündung, Plattenluftfilter und eine zehn Millimeter längere Schwinge. Die R 65 hatte durch größere Ventile jetzt 50 PS, die R 45 in der stärkeren Variante entfiel. Hinzu kam die R 65 LS Neben der kleinen Verkleidung,  sowie mattschwarz lackierter Auspuffanlage war die LS mit Doppelscheibenbremse ausgestattet.
1985 kam das Ende des Typs 248 im BMW-Programm. Die neu eingeführten Abgaswerte für Motorräder waren mit dem vergleichsweise hoch verdichtenden R-65-Motor nicht zu erfüllen. Er lebte jedoch in der bis 1993 gebauten R 65 vom Typ 247 E weiter, die mit ihrem Monolever-Fahrwerk von der R 80 abgeleitet war.  Zusätzlich wurde auch eine gedrosselte 20 kW (27 PS)-Variante mit kleineren Vergasern und weniger Verdichtung angeboten – diese Variante ersetzte die R 45. Der 20 kW-Antrieb wurde auch in der von 1987 bis 1992 gebauten R 65 GS eingesetzt.
Ab 1985 war die R 65 mit der boxereinheitlichen Monolever-Einarmschwinge ausgestattet.
In dieser Ausführung und mit den kleinen Zylinderköpfen der R 45 und deren Vergasern hatte die BMW R 65 nun eine Leistung von 20 oder 35 kW (27 oder 48 PS).

## Stückzahlen
| Modell  | Stückzahl bis Mitte 1980 | Stückzahl bis 1985 |
| ------- | ------------------------ | ------------------ |
| R 45    | 15.905                   | 28.158             |
| R 65    | 11.975                   | 29.454             |
| R 65 LS | -                        | 6.389              |

Für 1984 bis 1994 werden von BMW für die R65 zusammen mit der R 80  22.075 Exemplare genannt; 8.260 davon waren R 65.